# Suzanne Reuter
Suzanne Alexandra Maria Reuter (født 14. juni 1952 i Stockholm) er en svensk skuespiller, der har medvirket i tv-serier som Svensson, Svensson, Kronprinsessen, Hamilton og ikke mindst Familien Löwander.

## Baggrund og uddannelse
Suzanne Reuter er datter af skuespillerinden Bojan Westin og ingeniøren Terje Reuter, og hun voksede op i Kungsbacka kommun i Hallands län.
Reuter søgte ind på teaterskolen som 17-årig, men blev ikke optaget. I en periode arbejdede hun med udviklingshæmmede, som hjemmehjælper og som restauranthjælper. Syv år senere blev hun optaget på en treårig uddannelse ved Statens scenskola i Göteborg (den nuværende Högskolan för scen och musik) og var elev fra 1976–1979, inden hun kom til Östgötateatern i Norrköping. Herefter blev hun engageret ved TV-teaterensemblet.

## Optræden på film og tv
Hendes første filmiske optræden var Skyll inte på mig fra 1978, og i begyndelsen af 80'erne optrådte hun med med sketches i de humoristiske tv-programmer Razzel, Nöjesmassakern og Nöjeskompaniet. Den første større filmrolle fik hun i Kjell Sundvalls debutfilm Lyckans ost fra 1983.
Suzanne Reuter blev for alvor kendt i Sverige for sin medvirken i tv-serien Lorry fra 1992-1995. Rollen som Renate Dahlén, datter af en skibsreder i komedieserien Rederiet cementerede ligeledes hendes stjernestatus. Rigtig folkekær blev hun gennem tv-serien Svensson Svensson fra 1994-1996 med nyere episoder 2007-2008.

## Optræden på teater
Også på teaterscenen har Suzanne Reuter haft succes. Hun har arbejdet både på Dramaten og på Stockholms mange private teaterscener. Hun har haft fremtrædende roller i flere farcer med blandt andre Robert Gustafsson: kassesucceser som Hotelliggaren på Chinateatern, Maken till fruar på Oscarsteatern og musicalen Rivierans guldgossar på Cirkus Stockholm. Hun blev belønnet med Guldmasken for sin rollepræstation i teaterversionen af Svensson Svensson i 1999 og fik Svenska Dagbladets Poppepris i år 2000 for sin humor og verbale timing ved afleveringen af replikker i stykket.

## Privat
Suzanne Reuter var gift med Tomas Pontén fra 1987-2000, hvorefter de blev skilt. I 2004 stod Reuter åbent frem i offentligheden og indrømmede, at hun var tørlagt alkoholiker.

## Filmografi (udvalg)
- 2021 – Suedi – Birgitta
- 2020 – Berts dagbog – Mormor Svea
- 2019 – Jeg kommer hjem til jul - Mona
- 2019 – Quick – Margit Norell
- 2018 – Lyro – Ut & Indvandrarna – forskellige roller
- 2018 – Hjärtat – Mika’s mor
- 2017 – All Inclusive - Inger
- 2015 – I nöd eller lust - Kerstin
- 2014 – Micke & Veronica - Alicia
- 2014 – Vadelmavenepakolainen - Greta
- 2011 – Svensson Svensson …i nöd & lust – Lena Svensson
- 2008 – Lånta fjädrar – Solveig Grossman
- 2008 – Morgan Pålsson - världsreporter - Eva
- 2007 – Solstorm – Kristina Strandgård
- 2006 – 7 miljonärer - Judith
- 2000 – Gossip – Alexandra Furustig
- 1999 – Dödlig drift - Fallenius
- 1999 – Tomten är far till alla barnen - Carina
- 1997 – Sanning eller konsekvens – Gunilla, lærer
- 1997 – Svensson Svensson (film) – Lena Svensson
- 1995 – Älskar, älskar inte - Gunilla
- 1994 – Yrrol – forskellige roller
- 1993 – Drömkåken - Tina
- 1991 – Agnes Cecilia – en forunderlig historie - Carita

## TV-drama (udvalg)
- 2020 – Hamilton (tv-serie) – Maria Hamilton
- 2020 – Ture Sventon & Bermudatriangelns hemlighet (tv-serie) – Mamma Vessla
- 2019 – Panik i tomteverkstan (tv-serie) – medlem af Julemandens råd
- 2017-2020 – Familien Löwander (tv-serie) – Helga Löwander
- 2015 – Fröken Frimans krig (tv-serie) – Ebba von Rettig
- 2015 – Modus (tv-serie) – Viveka Wallin
- 2010-2011 – Dronningeofret (tv-serie) - Elisabeth Meyer
- 2009-2010 – Guds tre flickor (tv-serie) - Gud
- 2009 – Harry & Charles (tv-serie) – Kronprinsesse Louise
- 2007-2008 – Svensson, Svensson (tv-serie) - Lena Svensson
- 2006 – Kronprinsessen (tv-serie) – Elisabeth Meyer
- 2002 – Cleo (tv-serie) – Cleopatra ”Cleo” Andersson
- 1999 – Reuter & Skoog (tv-serie) – forskellige roller
- 1995 – Som löven i Vallombrosa (tv-stykke) - Lena
- 1994-1996 – Svensson, Svensson (tv-serie) – Lena Svensson
- 1992 – Rederiet (tv-serie) – Renate Dahlén
- 1990 – Rosenbaddarna (tv-serie) – Lillemor Ågren
- 1990 – Ebba och Didrik (tv-serie) - Mamma
- 1989 – Liten Tuva (tv-serie) - præsten
- 1984 – Lykkeland (TV) – Vera Andersson
- 1983 – Farmor och vår herre (tv-serie) - Signe
- 1984 – Nya himlar och en ny jord (TV) – Vendela Hebbe
- 1981 – Zéb-un-nisá (tv-stykke)

## Teaterstykker
- Rivierans Guldgossar – (2007) Cirkus, Djurgården, Stockholm med blandt andre Robert Gustafsson, Loa Falkman, Per Eggers & Charlott Strandberg. Instrueret af Bo Hermansson som også instruerede Singing in the Rain som musical i Stockholm
- Geten – (2005) Vasateatern, Stockholm med Michael Nyqvist, Jacob Ericksson og Albin Flinkas
- Vem är rädd för Virginia Woolf? – (2002 – 2003) Södra Teatern, Stockholm og turné Riksteatern med blandt andre Krister Henriksson
- Lorry på Oscars – (2001–2002) Oscarsteatern med Lena Endre, Peter Dalle, Tina Ahlin, Johan Ulveson og Claes Månsson
- Maken till fruar – (2000) Oscarsteatern med blandt andre Robert Gustafsson
- Hotelliggaren – (1998–1999) Chinateatern med blandt andre Robert Gustafsson, Peter Haber og Mi Ridell
- Så enkel är kärleken – (1997) Vasateatern med Jan Malmsjö, Marie Göranzon og Lars Lind
- Calombre – (1983) Dramaten med blandt andre Margaretha Krook, Krister Henriksson og Ernst-Hugo Järegård

## Priser og anerkendelser
- 2012 – Svenska Akademiens teaterpris
- 2002 – Edvardprisen
- 2001 – Månadens stockholmare, oktober 2001
- 2000 – Aftonbladets TV-pris - Årets svenske kvinde
- 1998 – Karl Gerhards Hederspris
- 1994 – TV4s pris Guldsolen (første pristager i awardens historie).

## Kuriosa
- I år 2000 spillede Reuter mor til rapperen Petter i musikvideoen til nummeret Så klart. Reuter og Petter viste sig at være indbyrdes idoler.[13]